# Avenida José de Sousa Campos
A avenida José de Souza Campos (mais conhecida como Norte-Sul) é uma importante via de Campinas, município brasileiro do interior do estado de São Paulo. Trata-se de uma das principais ligações entre as regiões de Campinas, principalmente entre a região da lagoa do Taquaral e os estádios. A avenida é cercada por prédios comerciais e bairros como o Cambuí e Chácara da Barra. Segue o curso do córrego Proença e sofreu com frequentes enchentes até 1996, quando o córrego foi canalizado e coberto. Desde então tornou-se um polo de lojas, prédios comerciais e concessionárias.

## História
A via - então ainda uma rua - recebeu seu nome oficial em 1949 e foi reconstruída, ampliada e transformada em avenida a partir da implementação de um dos eixos de expansão previstos no PPDI - Plano Preliminar de Desenvolvimento Integrado de Campinas, elaborado entre os anos de 1969 e 1970.

## Características
Possui aproximadamente três quilômetros de extensão e um fluxo diário de 56 mil veículos. Seus prolongamentos são a avenida Júlio Prestes, que vai ao Taquaral e à região norte. Ao sul, a partir do viaduto "Laurão" a avenida Princesa D'Oeste leva à região sul e aos estádios do Guarani e Ponte Preta.